# Cesare Bonelli
Pour les articles homonymes, voir Bonelli.
Cesare Amedeo Augusto Bonelli (Turin, 3 janvier 1821 - Orvieto, 1er octobre 1904) était un homme politique et un général italien, vétéran des guerres d'indépendance italiennes.
Il a été sénateur du royaume d'Italie dans la XIIIe législature, et a été ministre de la guerre dans les gouvernements Cairoli I, II et III. Pendant le deuxième gouvernement Cairoli, il occupe le poste "intérimaire" de ministre de la marine, et est également membre du Conseil et président de l'ordre militaire de Savoie.

## Biographie
Il est né à Turin le 3 janvier 1821, fils de Franco Andrea et de Fernanda d'Ancona. Entre 1830 et 1841, il fréquente l'Académie militaire de Turin, puis l'École d'application de l'artillerie et du génie de Turin (1843-1845).
Sous-lieutenant (Sottotenente) au début de la première guerre d'indépendance, il est décoré de la médaille d'argent de la valeur militaire pour son courage lors de la bataille de Goito (30 mai 1848). Promu lieutenant (tenente), il est affecté au service du gouvernement provisoire de Milan, participant à la brève campagne de 1849, qui culmine avec la bataille de Novare.
Au début de la deuxième guerre d'indépendance, il est affecté au régiment d'artillerie de la place et prend le commandement de l'artillerie dans les provinces émiliennes le 31 janvier 1860. Le 7 novembre suivant, il est promu lieutenant-colonel (tenente colonnello et participe à la campagne d'Italie du Sud où il se distingue lors des sièges des places fortes de Gaeta et de Messine. Pendant le siège de Gaeta, il est grièvement blessé et reçoit une deuxième médaille d'argent pour sa valeur militaire, tandis que pour son travail pendant le siège de Messine, il est décoré de la croix de chevalier de l'ordre militaire de Savoie.
En 1862, il est promu colonel (colonnello) et prend le commandement du 1er régiment d'artillerie, passant l'année suivante au commandement du 6e. En 1866, au début de la troisième guerre d'indépendance, il prend le commandement de l'artillerie du 1er corps d'armée du général Giacomo Durando. Lors de la bataille de Custoza, le 24 juin, il couvre de ses pièces d'artillerie la retraite des troupes vers Valeggio, retardant l'avance de l'ennemi jusqu'à ce qu'un ordre péremptoire du général Giuseppe Sirtori le contraigne à se replier sur la rive droite du Mincio. Nommé officier de l'ordre militaire de Savoie le 6 décembre 1866, il est nommé général de division (maggiore generale) en 1868, prenant le commandement de l'artillerie de Milan, puis de Naples et enfin de Turin. Lieutenant général (Tenente generale) en 1877, il prend le commandement de la division territoriale de Vérone.
Avec la crise ministérielle qui suit le Congrès de Berlin, le président du Conseil des ministres  l'appelle à remplacer le général Giovanni Bruzzo comme ministre de la Guerre dans son premier gouvernement, poste qu'il occupe également dans les gouvernements suivants Cairoli II et Cairoli III, occupant également la fonction de ministre de la marine dans Cairoli II.
Nommé sénateur du royaume d'Italie le 20 novembre 1879, il quitte le ministère de la Guerre le 13 juillet 1880, date à laquelle il retrouve le poste de commandant de la division territoriale de Vérone. Entre 1885 et 1889, il sert comme commandant du 11e corps d'armée à Bari, puis est placé en position d'auxiliaire en novembre 1889.
Il devient membre suppléant du Conseil (19 mars 1874-11 juillet 1877) puis président de l'ordre militaire de Savoie.
Il meurt à Orvieto le 1er octobre 1904 et est ensuite enterré dans la zone monumentale du cimetière d'Anagni, ville d'origine de son gendre, le lieutenant-colonel Enrico Sibilia.

### Promotions militaires
- Sous-lieutenant (Sottotenente) (royaume de Sardaigne) (?)
- Lieutenant (Tenente) (royaume de Sardaigne) (?)
- Capitaine (Capitano) (royaume de Sardaigne) (?)
- Major (Maggiore) (royaume de Sardaigne) (?)
- Lieutenant-colonel (Tenente colonnello) (royaume de Sardaigne) (?).
- Colonel (Colonnello) (royaume d'Italie) (23 mars 1862)
- Général de division (Maggiore generale) (royaume d'Italie) (22 avril 1868)
- Lieutenant général (Tenente generale) (royaume d'Italie) (17 mai 1877-22 décembre 1892, date de la retraite)

### Fonctions et titres
- Aide de camp honoraire de Sa Majesté le roi (5 mars 1882)
- Adjudant général honoraire de Sa Majesté le roi
- Membre suppléant du Conseil militaire de l'ordre de Savoie (19 mars 1874-11 juillet 1877)
- Président de l'ordre militaire de la Savoie

## Décorations militaires

### Décorations italiennes
- Médaille d'argent de la valeur militaire
- Médaille d'argent de la valeur militaire
- Chevalier de l'ordre militaire de Savoie - 1er juin 1861
- Officier de l'ordre militaire de Savoie - 6 décembre 1866
- Chevalier de l'ordre de la Couronne d'Italie - 31 décembre 1885
- Officier de l'ordre de la Couronne d'Italie - 1er mai 1868
- Commandeur de l'ordre de la Couronne d'Italie - 13 janvier 1871
- Grand officier de l'ordre de la Couronne d'Italie- 9 juin 1877
- Grand cordon de l'ordre de la Couronne d'Italie - 10 juin 1880
- Chevalier de l'ordre des Saints-Maurice-et-Lazare - 1er juin 1861
- Officier de l'ordre des Saints-Maurice-et-Lazare - 31 décembre 1864
- Commandeur de l'ordre des Saints-Maurice-et-Lazare - 29 mai 1873
- Grand officier de l'ordre des Saints-Maurice-et-Lazare - 3 juin 1894
- Chevalier de grand-croix décoré du grand cordon de l'ordre des Saints-Maurice-et-Lazare - 4 novembre 1889
- Médaille commémorant l'unification de l'Italie "1848-1870"
- Médaille commémorative des guerres menées pour l'indépendance et l'unification de l'Italie
- Médaille du Mérite mauricienne de 10 années de carrière militaire

### Décorations étrangères
- Médaille commémorative de la campagne d'Italie de 1859 (France)
- Commandeur de l'ordre de François-Joseph (Empire austro-hongrois) - 21 mars 1867

## Source
- (it) Cet article est partiellement ou en totalité issu de l’article de Wikipédia en italien intitulé « Cesare Bonelli » (voir la liste des auteurs).